# Teuvo Aura
Teuvo Ensio Aura (28 de diciembre de 1912, Ruskeala - 11 de enero de 1999, Helsinki) fue un político y abogado finlandés. Aura fue alcalde de Helsinki de 1968 a 1979 y primer ministro de Finlandia en dos ocasiones, primero en 1970 y luego de 1971 a 1972. Además ejerció cómo ministro en varios gobiernos. Durante su carrera política perteneció a tres partidos diferentes, siendo el último el partido popular liberal.
| Predecesor: Mauno Koivisto Ahti Karjalainen | Primer ministro de Finlandia 1970 1971 - 1972 | Sucesor: Ahti Karjalainen Rafael Paasio |

- Datos: Q699071
- Multimedia: Teuvo Aura / Q699071